# Ин-ву Чен-мин-хан
Ин-ву Чен-мин-хан (настоящее имя неизвестно; кит.  应武真命可汗, Yīngwǔ Chénmíng Kеhan) — каган Кыргызского каганата с 847 по 866 годы. Был коронован после смерти Ажо в 847 году.

## Правление
Был коронован в 847 году после смерти своего предшественника — Ажо. Сразу же вступив на престол, был удостоен китайским императором У-цзуном титулом «Ин-ву Чен-мин». В 847—848 годах во главе с министром Або развернул ряд походов на восток, разбив племена Шивэй и бежавших к ним уйгуров во главе с Энянь дэлэ-ханом. Дойдя до Амура и захватив в плен 500 уйгуров из княжеских родов, кыргызские войска провели военные операции в Ордосе, Южной Маньчжурии и Хэлочуани, достигнув Великой Китайской стены. По видимому, командование енисейских кыргызов преследовало цель «подчинить» остатки уйгурской элиты, которая была рассеяна по всей центральноазиатской степи.
Ближе к концу своего правления отправлял несколько посольств в Империю Тан. Следы интенсивных дипломатических и торговых контактов между Китаем и государством енисейских кыргызов прослеживаются и в археологических данных. На территории Минусинской котловины было обнаружено большое количество танских монет, плугов, чугунных отвалов, зеркал и прочих предметов китайского производства. Особое место занимали монеты, которые завозились в государство енисейских кыргызов в большом количестве.
В то же время на южных границах государства, воспользовавшись ослаблением натиска войск енисейских кыргызов в Восточном Туркестане, некоторым группам бежавших уйгуров удалось заполучить контроль над некоторыми городами в оазисах Восточного Туркестана, которые раннее подчинялись кыргызам, тем самым образовав ряд своих княжеств.

## Смерть
В 866 году каган умер. На похоронах умершего монарха присутствовала и китайская делегация, которая от имени танского императора И-цзуна привезла ящик с «ай-сэ», почётные грамоты, в которых восхвалялись личные качества кагана. Вероятно, таблички были изготовлены из саянского мрамора, что свидетельствует о наличии в составе танского посольства не только чиновников, но и мастеров-камнерезов, выполнивших работу на месте. По видимому, часть китайского министерства всё ещё была заинтересована в военном союзе с Кыргызским каганатом, оказывая подобного уровня почести.